# 长序当归
长序当归（学名：Angelica longipes）为伞形科当归属的植物，是中国的特有植物。分布在中国大陆的云南等地，目前尚未由人工引种栽培。
其种加词“Longipes”意为“长序的”。